# 강필선 (정치인)
강필선(姜弼善, 1918년~1990년 9월 22일)은 대한민국의 정치인이다. 일제강점기 시기 만주에서 활동했으며 제8대 국회의원이다.

## 생애
충청남도 아산군 온양읍 출신이다. 만주에 설치된 중앙경찰학교를 졸업하고 일본 내무성이 운영하는 경찰강습소 본과를 나왔다. 이후 만주에서 모교인 중앙경찰학교의 조교수로 근무했으며, 만주 고시 행정과에도 합격했다.
광복 후에는 지린 창바이 현에서 한국인회의 회장을 맡아 잠시 만주에 머물다가 귀국했다. 고향인 온양에서 동방산업 사장과 온양극장, 온양정미소 사장을 지내는 등 기업인으로 일하면서 정치에도 관심을 가졌다. 1960년대에 민정당에서 정계에 입문하여 신민당 지도위원을 지내는 등 정치인으로 활동했으며, 1971년에는 신민당 비례대표로 제8대 국회의원이 되었다

## 학력
- 1937년 : 만주국 중앙경찰학교 졸업
- 1939년 : 일본 내무성 경찰강습소 졸업
- 1956년 : 대한민국 국방대학교 행정학사 1기

## 약력
- 만주 중앙경찰학교 조교수
- 1940년 : 만주 고시 행정과 합격
- 창바이 현 한국인회 회장
- 온양문화원 원장
- 민정당 아산지구당 위원장, 충남도당 부위원장
- 신민당 충남도당 위원장, 지도위원
- 1971년 ~ 1972년 : 제8대 국회의원 (신민당 비례대표)
- 대한곡물협회 충청남도 대표
- 민주정의당 중앙행정위원(1983년~1986년)

## 역대 선거 결과
| 실시년도 | 선거  | 대수 | 직책     | 선거구 | 정당   | 득표수      | 득표율         | 순위        | 당락 | 비고 |
| -------- | ----- | ---- | -------- | ------ | ------ | ----------- | -------------- | ----------- | ---- | ---- |
| 1971년   | 총선  | 8대  | 국회의원 | 전국구 | 신민당 | 4,969,050표 | \| \| 44.4% \| | 전국구 18번 |      | 초선 |
|          | 44.4% |      |          |        |        |             |                |             |      |      |

## 참고자료
- 남창룡 (2000년 8월 15일). 〈7. 역사적 심판〉. 《만주제국 조선인》. 서울: 신세림. ISBN 9788985331593.